# Diopisthoporus lofolitis
Diopisthoporus lofolitis (лат.) — вид бескишечных турбеллярий из семейства Diopisthoporidae. Обитает в море[где?]. Видовое название дано в честь локации Lockwoods Folly inlet.

## Описание
Длина тела взрослых мужских особей составила 300 мкм, ширина 80 мкм. Длина незрелых мужских особей — 410 мкм. Форма тела цилиндрическая. Передний конец закруглённый, задний — тупой. Эпидермис полностью реснитчатый. Рабдоидные и слизистые железы отсутствуют. Фронтальный орган хорошо развит. Яичник непарный и находится на задней стороне. Женская гонопора отсутствует.